# Loutraki-Perachora-Agii Theodori
Loutraki-Perachora-Agii Theodori (griechisch Λουτράκι-Περαχώρα-Άγιοι Θεόδωροι) ist eine griechische Gemeinde bei Korinth in der Region Peloponnes. Im Zuge der Verwaltungsreform 2010 aus den zuvor eigenständigen Gemeinden Loutraki-Perachora und Agii Theodori gebildet, trug sie bis zu ihrer Umbenennung durch Erlass vom 17. Januar 2014 zunächst den Namen Loutraki-Agii Theodori.

## Geografie
Loutraki-Perachora-Agii Theodori umfasst den westlichen Teil des Bergmassivs Gerania (bis 1369 m), das nicht zur Halbinsel Peloponnes, sondern zu Festlandsgriechenland gehört, sowie einen Teil des Isthmus von Korinth mit dem Kanal von Korinth. Ein Teil des Stadtbezirks Isthmia um den Südausgang des Kanals liegt westlich von diesem und damit auf der Peloponnes, hier grenzt westlich die Gemeinde Korinth an. Das Gerania-Gebirge mit den Bergdörfern Perachora und Pisia ragt im Norden als Halbinsel in den Golf von Korinth und trennt den Alkyonischen Golf im Norden von der eigentlichen Bucht von Korinth. Nahe dem Kap Melangavi befindet sich keine hundert Meter von der Küste entfernt ein dreiseitig von Bergen umstandener Salzsee, der Vouliagmeni-See. Loutraki ist die nordöstliche Nachbarstadt Korinths an dessen Bucht, während Isthmia und Agii Theodori an der Küste des Saronischen Golfs und an der alten Wegverbindung von Megara nach Korinth liegen. Die westattische Gemeinde Megara grenzt östlich an das Gemeindegebiet. Außerdem gehört die unbewohnte Inselgruppe der Alkyoniden zum Gemeindegebiet.

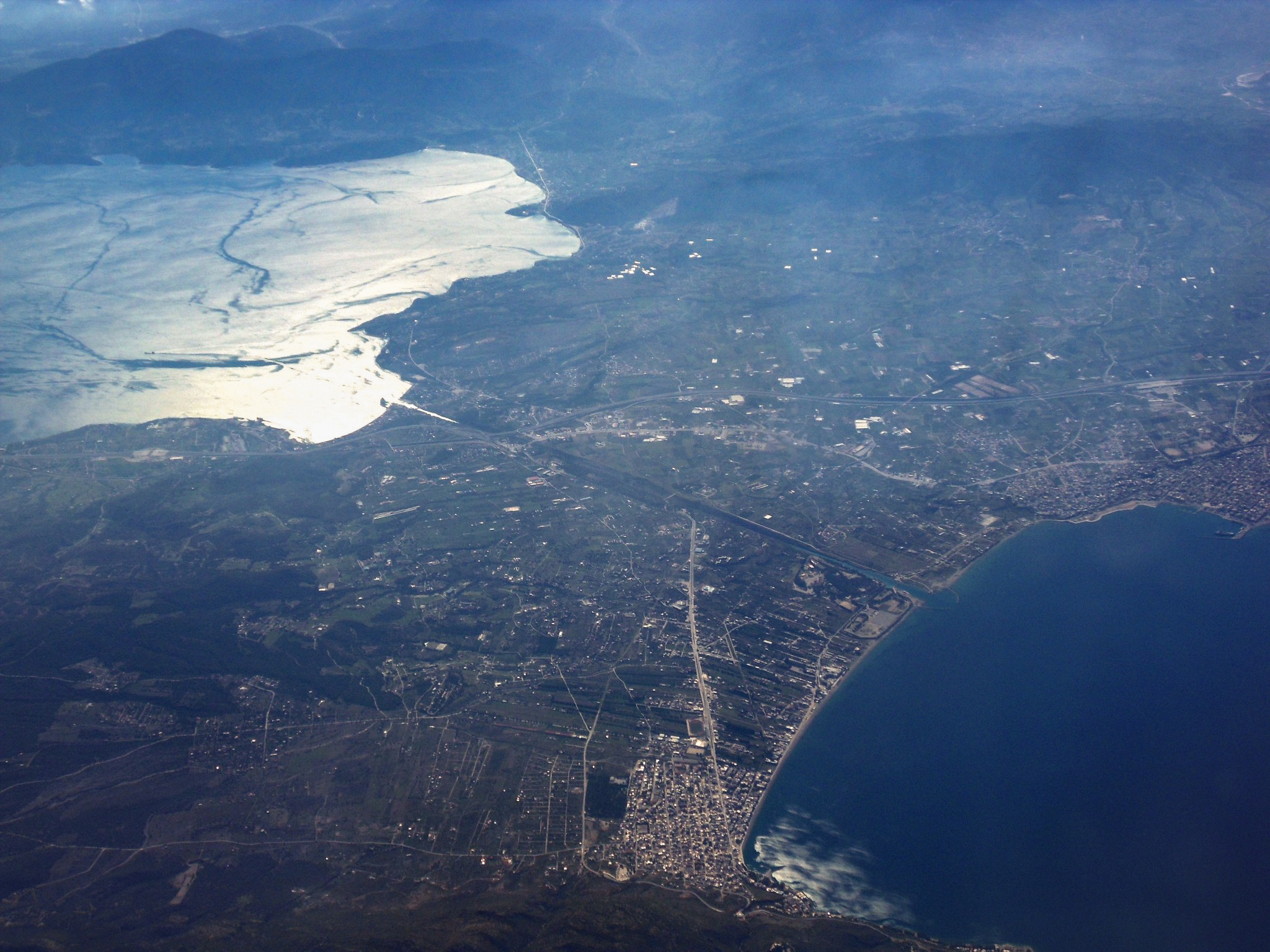
Luftbild, oberhalb des Kanals die Gemeinde
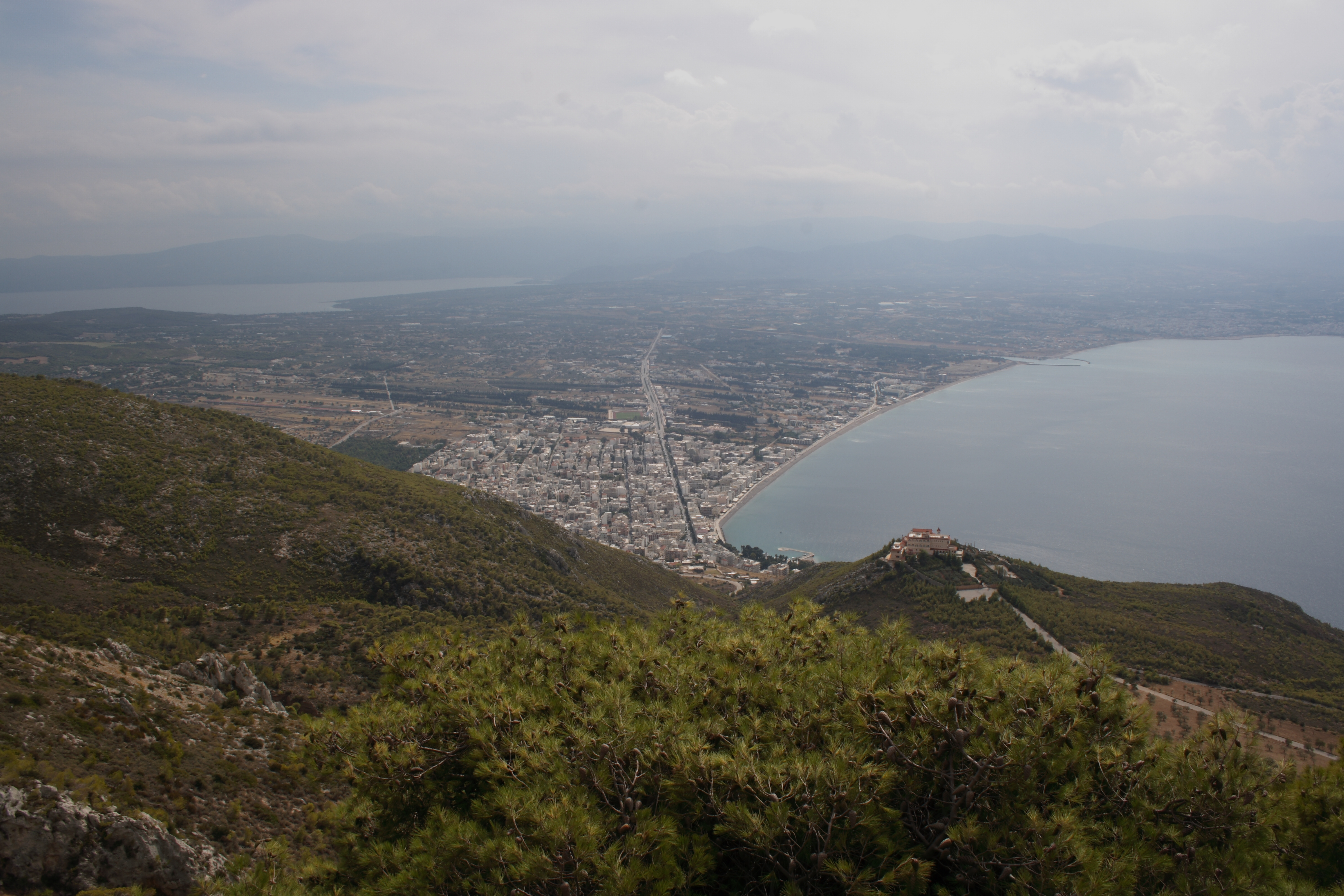
Blick vom Gerania auf Loutraki
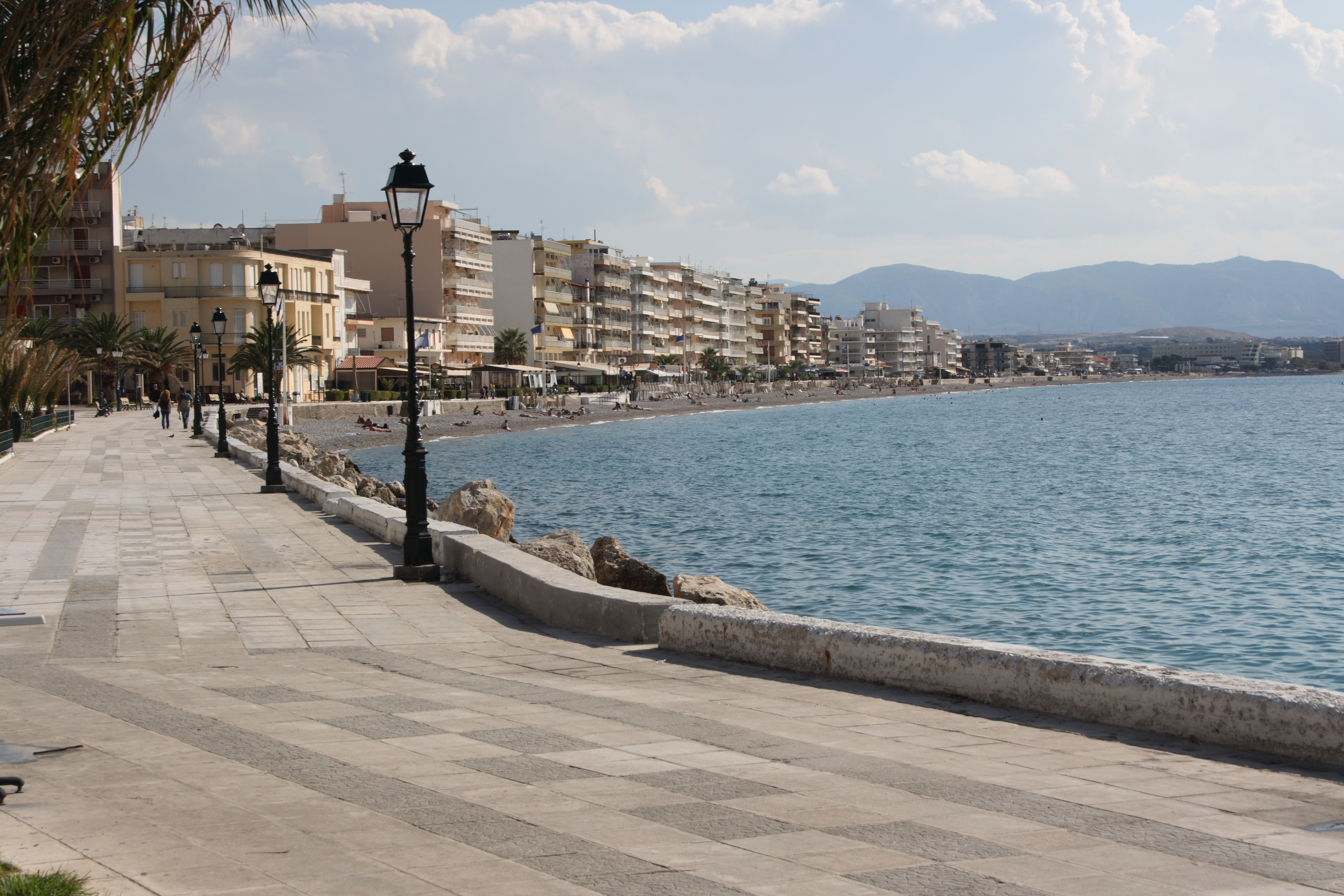
Uferpromenade in Loutraki
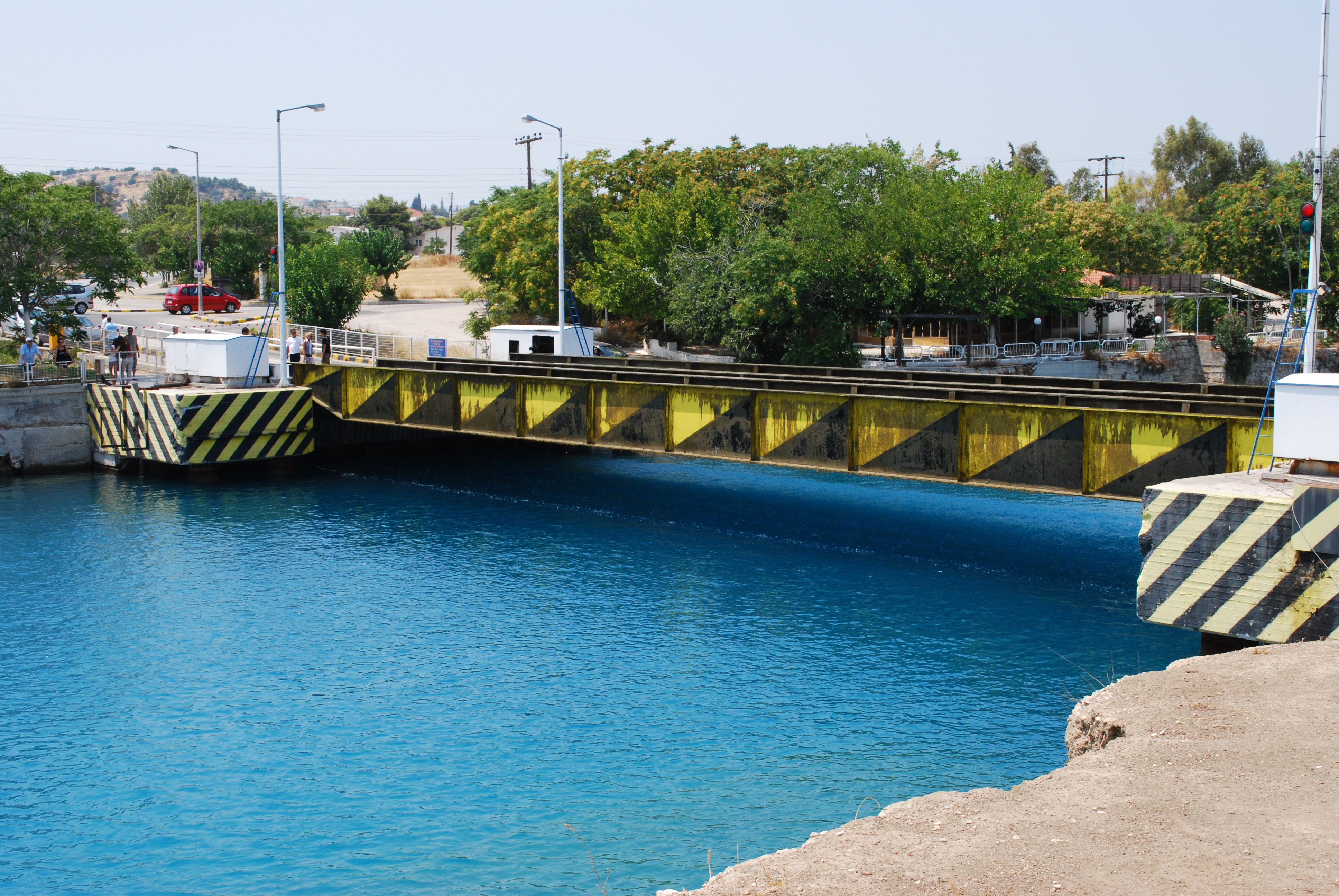
Versenkbare Brücke über den Kanal in Isthmia
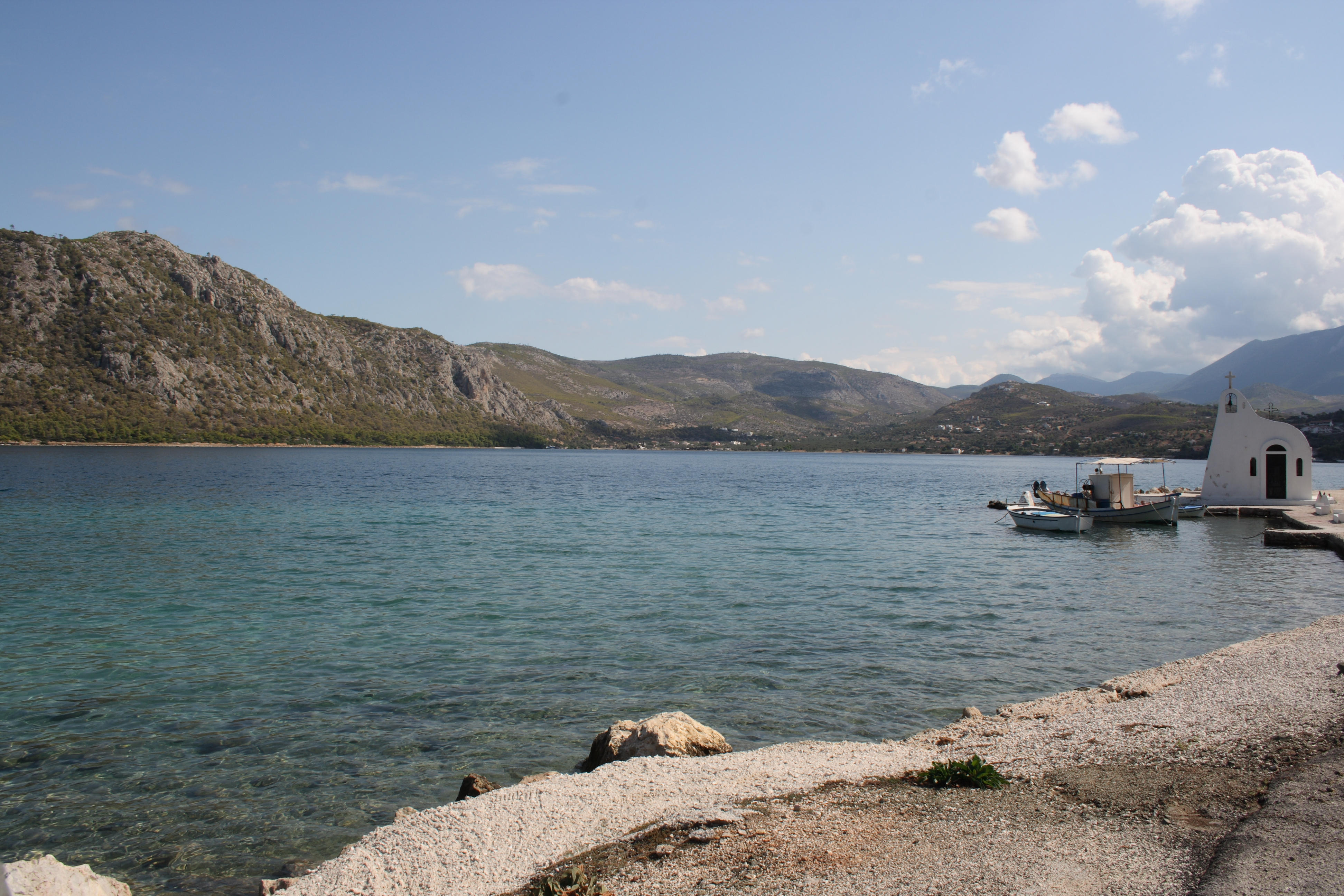
Der Vouliagmeni-See

## Geschichte
In der Antike gehörte das Gebiet zu Korinth und trug den Namen Peraia (altgriechisch Περαία) mit dem Hauptort Peiraion (Πείραιον), dem heutigen Perachora. Die Korinther unterhielten einige Befestigungsanlagen auf dem Gerania zur Verteidigung gegen Megara und Athen. Schon in antiker Zeit waren im Gebiet Loutrakis Thermalquellen bekannt. Die moderne Stadt Loutraki entstand im Zuge des beginnenden Bädertourismus im 19. Jahrhundert.
Seit Gründung des modernen griechischen Staats existierte die Stadtgemeinde (dimos) Perachora. 1912 wurde sie in die Landgemeinden (griechisch Singular kinotita) Agii Theodori, Isthmia, Loutraki und Pisia geteilt, wobei die Siedlung Perachora zu Loutraki kam und Isthmia die Siedlung Kyras Vrysi von Korinth zugeschlagen wurde. 1928 wurde Loutraki in Loutraki-Perachora umbenannt und 1934 zur Stadtgemeinde hochgestuft. 1997 wurden Isthmia und Pisia wieder nach Loutraki-Perachora eingemeindet. Agii Theodori, das 1994 zur Stadtgemeinde erhoben wurde, wurde schließlich im Zuge der Verwaltungsreform 2011 mit dieser Gemeinde wieder vereint, zunächst unter dem Namen Loutraki-Agii Theodori, seit ihrer Umbenennung durch Erlass vom 17. Januar 2014 unter dem Namen Loutraki-Perachora-Agii Theodori.

## Gemeindegliederung
Die bis 1997 bestehenden vier Gemeinden haben seit 2011 des Status von Stadtbezirken (griechisch Singular dimotiki kinotita) bzw. Ortsgemeinschaften (topiki kinotita) – nämlich Pisia – und wählen einen Rat als Lokalvertretung. Die Einwohnerzahlen stammen aus dem Ergebnis der Volkszählung 2011.

Lage des Gemeindebezirks Agii Theodori

Lage des Gemeindebezirks Loutraki-Perachora

- Gemeindebezirk Agii Theodori – Δημοτική Ενότητα Αγίων Θεοδώρων – 4643
  - Stadtbezirk Agii Theodori – Δημοτική Κοινότητα Αγίων Θεοδώρων – Άγιοι Θεόδωροι – 4643
- Gemeindebezirk Loutraki-Perachora – Δημοτική Ενότητα Λουτρακίου Περαχώρας – 16.578
  - Stadtbezirk Isthmia – Δημοτική Κοινότητα Ισθμίας – 2760
    - Agios Charalambos – Άγιος Χαράλαμπος – 248
    - Isthmia – Ισθμία – 1134
    - Kavos – Κάβος – 148
    - Kyras Vrysi – Κυράς Βρύση – 1128
    - Paleo Kalamaki – Παλαιό Καλαμάκι – 24
    - Paradisos – Παράδεισος – 78

  - Stadtbezirk Loutraki-Perachora – Δημοτική Κοινότητα Λουτρακίου Περαχώρας – 13.353
    - Alkyona – Αλκυόνα – 10
    - Alkyoniden – Αλκυονίδες – unbewohnte Inselgruppe
    - Asprokambos – Ασπρόκαμπος – 2
    - Gefyra Isthmou – Γέφυρα Ισθμού – 358
    - Irini – Ειρήνη – 96
    - Kallithea – Καλλιθέα – 48
    - Limni Vouliagmenis – Λίμνη Βουλιαγμένης – 62
    - Loutraki – Λουτράκι – 11.564
    - Moni Agiou Ioannou – Μονή Αγίου Ιωάννου – unbewohnt
    - Moni Osiou Patapiou – Μονή Οσίου Παταπίου – 41
    - Perachora – Περαχώρα – 1141
    - Skaloma – Σκάλωμα – 7
    - Skalosia – Σκαλωσιά – 1
    - Sterna – Στέρνα – 23

  - Ortsgemeinschaft Pisia – Τοπική Κοινότητα Πισίων – 465
    - Agia Sotira – Αγία Σωτήρα – 215
    - Mavrolimni – Μαυρολίμνη – 18
    - Pisia – Πίσια – 80
    - Schinos – Σχίνος – 61
    - Vamvakes – Βαμβακές – 91